# حکیم سر تیمسوری
حکیم سر تیمسوری (انگلیسی: Hakim Sar-Temsoury؛ زادهٔ ۶ مارس ۱۹۸۱) بازیکن فوتبال اهل فرانسه است.
از باشگاه‌هایی که در آن بازی کرده‌است می‌توان به باشگاه فوتبال هیبرنین و باشگاه فوتبال نانت اشاره کرد.